# ورزشگاه بهیر دار
ورزشگاه بهیر دار (امهری: ባህር ዳር ስታዲየም) یک ورزشگاه چند منظوره ناتمام در بهیر دار، اتیوپی است که بیشتر برای مسابقات فوتبال استفاده می‌شود؛ گرچه دارای امکانات دو و میدانی نیز هست. این ورزشگاه، ۹۰ هزار نفر را در خود جای می‌دهد. در حال حاضر این ورزشگاه دارای بیشترین ظرفیت در بین ورزشگاه‌های کشور است اما فاقد صندلی، سایبان یا امکاناتی مانند غرفه خوراکی یا حمام است.

## تاریخ
ساخت ورزشگاه بهیر دار در سال ۲۰۰۸ توسط شرکت MIDROC اتیوپی آغاز شد. در سال ۲۰۱۵ این ورزشگاه توسط CAF و FIFA به رسمیت شناخته شد و اولین بازی‌های بین‌المللی خود را برگزار کرد.
در مارس ۲۰۱۵، این ورزشگاه میزبان مسابقه جام کنفدراسیون فوتبال آفریقا(CAF) بین باشگاه فوتبال ددبیت و باشگاه فوتبال ساحل عاج سیشل بود. در تاریخ ۱۴ ژوئن سال ۲۰۱۵، ورزشگاه بهیر دار میزبان مسابقه مقدماتی جام ملت‌های آفریقا ۲۰۱۷ بین اتیوپی و لسوتو بود. این بازی با حضور بیش از ۷۰٬۰۰۰ تماشاگر برگزار شد.
در تاریخ ۲۱ ژوئن ۲۰۱۵، ورزشگاه بهیر دار میزبان مسابقه مقدماتی قهرمانی ملت‌های آفریقا ۲۰۱۶ بین اتیوپی و کنیا بود. اتیوپی در مقابل بیش از ۶۰٬۰۰۰ تماشاگر، کنیا را شکست داد.
فدراسیون فوتبال اتیوپی رکورد ۱ میلیون بیر اتیوپی را از هزینه ورودی برای مسابقه بین اتیوپی و لسوتو بدست آورد. در نتیجه ظرفیت زیاد صندلی‌های استادیوم و درآمد زیادی که ایجاد می‌کند؛ فدراسیون فوتبال اتیوپی قصد دارد تا زمان اتمام ورزشگاه پیشنهادی در آدیس آبابا؛ از ورزشگاه بهیر دار به عنوان مکان خانگی تیم ملی استفاده کند.
در نوامبر سال ۲۰۱۵، فدراسیون فوتبال اتیوپی اعلام کرد که ورزشگاه بهیر دار به عنوان یکی از سه شهر میزبان برای جام CECAFA 2015 انتخاب شده است.